# Teixobactin
Teixobactin je antibiotikum vytvářené bakterií Eleftheria terrae a působící na grampozitivní bakterie, jehož objev byl oznámen v lednu 2015.
K objevu vedl nový způsob kultivace bakterií na Severovýchodní univerzitě v Bostonu spolupracující s univerzitou v Bonnu, při kterém bylo objeveno 25 nových antibiotik.
Podle původní oznámení při testech in vitro teixobactin působil mimo jiné na zlatého stafylokoka, mycobacterium tuberculosis, bacillus anthracis a clostridioides difficile. Testy in vivo na myších prokázaly účinnost proti meticilin-rezistentnímu zlatému stafylokoku a pneumokoku. Klinické testování na lidech se v době objevu předpokládalo až po dvou letech předchozích zkoušek.